# Pingstfrid
Pingstfrid  (äldre stavning pingizs  friþ) beskrivs i  den medeltida östgötalagens kristendomsbalk  (kristnu balkær), flock 22.
Under pingsfriden skedde en förhöjning av bötesbeloppet för dråp eller mord. 
Det normala bötesbeloppet för dråp var 26,7 mark varav hälften gick till kungen och hälften till häradet. Under pingst liksom under julhelgen och påskhelgen, lades ytterligare 3 mark ovanpå detta, som tillföll biskopen, eftersom dråpet begicks under en kristen helg.
Ofta betydde friden även att man under den tid frid rådde var fri från lagsökningar det vill säga inte kunde delges till exempel av en stämningsansökan.
Pingstfriden varade från pingstaftonen till åttonde dagen efter pingst.